# Развитой социализм
«Развито́й социали́зм» («реа́льный социали́зм») — советское официальное название периода СССР с 1964 (в узком смысле — с 1966-1967 гг.) по 1985 годы, понятие, пришедшее на смену декларировавшемуся «периоду развёрнутого строительства коммунизма» с 1959 по 1964 годы; промежуточная фаза между полной победой социализма и коммунизмом.
Понятие возникло как потребность «позитивного объяснения» глубокого системного экономического, политического и идейного кризиса Советского Союза, как попытка отказа от собственных принципов и заявленных программных целей.
Позже, на рубеже 1980-х — 1990-х годов, во время политики «Перестройки» и «Гласности» этот же исторический период получил в советской официальной и ряде неофициальных трактовках другое название — период застоя.

## История
Впервые на этом понятии был сделан повышенный акцент по отношению к восточноевропейским коммунистическим странам. В конце 1940-х годов каждая восточноевропейская нация, подвергшаяся советизации, называлась «народной демократией», то есть, начавшей переход от капитализма к социализму. К концу 1950-х или началу 1960-х годов считалось, что каждая из этих стран завершает строительство социализма. Поэтому в заявлении представителей коммунистических и рабочих партий, собравшихся в Москве в ноябре и декабре 1960 г., было высказано, что некоторые социалистические страны вступили в «период строительства развитого социалистического общества». Позже это утверждение было использовано в выступлениях Леонида Брежнева середины и конца 1960-х гг.
Одним из главных очагов разработки новой идеологической концепции «развитого социализма» в странах восточного блока, наряду с Чехословакией, была ГДР, которая хотя и оставалась ближайшей союзницей СССР, однако вела в идеологическом аспекте достаточно самостоятельную политику. Так, именно в ГДР был поднят вопрос об отдалении строительства коммунизма, о чем руководитель этой страны Вальтер Ульбрихт сообщил Леониду Ильичу Брежневу в сентябре 1966 года. В сентябре 1967 г. Ульбрихт рекомендовал ему, чтобы в СССР «еще раз обсудили вопрос о характеристике этапа социализма». Лидер ГДР полагал, что надо «растянуть» период социализма, чтобы позволить ему победить во всем мире еще до строительства коммунизма. Такая концепция противоречила курсу СССР на строительство коммунизма в одной стране, принятому при Н. С. Хрущеве, от которого новое советское руководство планировало отказаться на неопределённый срок.
ГДР была первой страной социалистического блока, заявившей о развёрнутом строительстве «развитого социализма», которое было поставлено в идеологии этой страны на передний план. В апреле 1968 г. в ГДР была принята первая конституция «развитого социализма». В социальной сфере вызовом для советской идеологии стала западная концепция «государства всеобщего благосостояния» («социального государства»), пик реализации которой пришелся на начало 1960 — середину 1970-х гг. Важно отметить, что эта концепция возникла на Западе в том числе как реакция на успехи социальной политики СССР. В итоге реализации политики «государства всеобщего благосостояния» к 1960-м гг. во многих капстранах классовые различия сгладились, а рост благосостояния населения привел к усилению легитимности власти.
Состоявшиеся в марте и апреле 1966 года Пленум ЦК КПСС и XXIII съезд КПСС ориентировали советских учёных на переосмысление процессов, протекавших в обществе. Л. И. Брежнев писал в Политбюро в июле 1966 года, что необходим «подъем теоретической работы», «напряженная творческая работа в области марксистской теории», которой «пока еще нет». «Переработка» идеологии осуществлялась силами ведущих советских философов и обществоведов, среди которых были А. П. Бутенко, Г. Е. Глезерман, Р. И. Косолапов, П. Н. Федосеев, Г. Х. Шахназаров, а также другие ученые из Академии общественных наук и Института марксизма-ленинизма при ЦК КПСС. Кроме того, в разработке и продвижении новой концепции идеологии свою роль сыграл член Политбюро ЦК КПСС, «главный идеолог партии» М. А. Суслов.
Относительно текущей стадии развития СССР в документах XXIII съезда КПСС (март-апрель 1966 г.) стали фигурировать термины «зрелый социализм», «полное построение социализма». В эти годы и впоследствии употреблялись также термины «победа социализма», «окончательная победа социализма», «построенный социализм» и др. Кроме того, для определения текущей стадии развития СССР в первые годы формирования новой идеологической концепции использовались и другие варианты этого понятия: «полностью построенный социализм», «всесторонне развитый социализм», «развитая общественная система социализма». Для характеристики общества, в котором «сложились основы социализма», применялись термины «построен социализм в основном», «полное социалистическое общество».
Одной из первых советских публикаций, в которой прозвучало окончательно принятое название новой идеологической концепции, была статья Ф. М. Бурлацкого, опубликованная 21 декабря 1966 г. в «Правде» под названием «О строительстве развитого социалистического общества». В ней были проанализированы новые идеологические веяния в странах Восточной Европы, на которые и стали опираться советские теоретики.
В итоге концепция «развитого социализма» была одобрена и утверждена советским руководством. 7 ноября 1967 года в докладе по случаю 50-летней годовщины Октябрьской революции Л. И. Брежнев объявил о построении в СССР «развитого социалистического общества». В материалах XXIV съезда КПСС (март-апрель 1971 г.) новая идеологическая норма была закреплена официально. Началась подготовка новой Программы партии, в которой предполагалось описание «развитого социалистического общества».
С 1982 по 1983 год значение концепции развитого социализма было слегка пересмотрено, но не было никаких свидетельств, что этот термин выйдет из употребления. Юрий Андропов и Константин Черненко в период своего занятия постов руководителей КПСС продолжали говорить о развитом социализме как о важной теоретической концепции. До 1985 года эту концепцию поддерживал даже Михаил Горбачёв, в своем выступлении на конференции по идеологической работе в декабре 1984 г. поддержав вывод о том, что советское общество всё ещё находится на стадии развитого социализма.
Несмотря на то, что концепции развитого социализма уделялось большое внимание в статье Черненко в декабре 1984 г. и она получила явное одобрение Горбачёва в его обширной речи в том же месяце, акцент на этой концепции резко уменьшился после того, как Горбачёв сменил Черненко на посту главы КПСС. В частности, Горбачев не упомянул этот термин в своем выступлении на пленуме ЦК, который избрал его новым Генеральным секретарем ЦК КПСС в марте 1985 года. В конце октября 1985 г., представляя общественности проект новой программы КПСС, Горбачев в своей речи о программе вообще не упоминал о концепции развитого социализма. Таким образом, несмотря на более раннюю поддержку этой концепции Брежневым, Андроповым и Черненко, дальнейшая политика советского государства уже обходилась без идеи развитого социализма как актуальной политической парадигмы.
После XXVII съезда КПСС в 1986 году от термина «развитой социализм» постепенно отказались, и в советских источниках все чаще стали говорить о «развивающемся социализме» в СССР, нежели о «развитом».

## Характеристика определения
Определение «развитой социализм», разработанное в конце 1960-х гг., было в некоторой степени расплывчатым. Л. И. Брежнев в ноябре 1967 г. дал следующую формулировку: 
«Развитое социалистическое общество, построенное в нашей стране, — это общество, где господствует принцип „От каждого — по способностям, каждому — по труду“» и где «социалистические производственные отношения обеспечивают планомерное, устойчивое развитие всего народного хозяйства на современном техническом уровне»
Тем не менее, несмотря на свою явную недоработанность, концепция «развитого социализма» была использована для ответа на внутренние и внешние вызовы, вставшие перед Советским Союзом.

## Оценки и критика
По мнению некоторых исследователей данное понятие представляет собой идеологическое клише или эвфемизм.
Также при разработке новой концепции идеологии возник вопрос о ее преемственности с идеями «классиков» марксизма-ленинизма. У концепции «развитого социализма» в СССР были марксистские оппоненты — некоторые ортодоксальные марксисты считали, «что введение этого понятия является чуть ли не отступлением от принципиальных позиций марксизма-ленинизма».
Михаил Горбачёв критиковал концепцию развитого социализма за то, что, по его мнению, она стала фасадом самодовольства, скрывающим реальные проблемы советского общества.
Политолог Альфред Эванс считает, что принятие концепции развитого социализма следует понимать отчасти в контексте международных коммунистических отношений, поскольку советскому руководству необходимо было противостоять попыткам Мао Цзэдуна в Китае и коммунистов-реформистов в Восточной Европе. Также, по его мнению, самой фундаментальной теоретической проблемой, с которой столкнулось брежневское руководство, был идеологический вакуум, оставшийся после отказа от хрущевского описания 1960-х и 1970-х годов как периода быстрого перехода к коммунизму.

### СССР
- Рудольф Гильфердинг. Государственный капитализм или тоталитарное государство? // «Социалистический вестник». — № 459 (1940). — С. 92-93.
- Андрей Здоров. Государственный капитализм и модернизация Советского Союза: марксистский анализ советского общества. — Москва: Комнига, 2006. — 124 с.
- Лев Троцкий. Преданная революция: Что такое СССР и куда он идет? — Москва: НИИ культуры, 1991.
- Friedrich Adler, «Das Stalinsche Experiment und der Sozialismus», in «Der Kampf», no.25 (1932), S. 4-16. (нем.)
- Friedrich Adler, «Zur Diskussion über Sowjetrussland. Ein Briefwechsel mit Karl Kautsky», in «Der Kampf», no.26 (1933), S. 58-69. (нем.)
- Charles Bettelheim, «Les luttes de classes en URSS — отеле première période, 1917—1923», Paris: Seuil/Maspero, 1974. (фр.)
- Charles Bettelheim, «Les luttes de classes en URSS — Deuxième période, 1923—1930», Paris: Seuil/Maspero, 1977. (фр.)
- Charles Bettelheim, «Les luttes de classes en URSS — Troisième période, 1930—1941». Tome I: «Les dominés», tome II: «Les dominants», Paris: Seuil/Maspero, 1982. (фр.)
- James Burnham, «The Managerial Revolution. What Is Happening in the World», New York: John Day Company, 1941. (англ.)
- Antonio Carlo, «La natura socio-economica dell’URSS», in «Giovane Critica», no.26 (primavera 1971), p. 2-75. (итал.)
- Joseph Carter [Joseph Friedman], «The Class Nature of the Stalinist State» in «Socialist Workers Party Bulletin», issue 5 (1938). (англ.)
- Joseph Carter [Joseph Friedman], «Bureaucratic Collectivism», in «New International», issue 7 (1941), гг. 216—221. (англ.)
- Paresh Chattopadyay, «Rise of Social Capitalism in the USSR», in «Economic and Political Weekly», no.24 (1981), гг. 1063—1068; nos.25-26 (1981) гг. 1103—1120; no.27 гг. 1157—1161. (англ.)
- Paresh Chattopadhyay, «Post-Revolutionary Society: Socialism, Bureaucracy or Social Capitalism?», in «Revue des Pays de l’est», no.1-2 (1983): гг. 199—224. (англ.)
- Paresh Chattopadyay, «La dynamique de l'économie soviétique à la lumière de l’анализа générale marxienne de l’accumulation du capital», in «Economie appliquée», no.2 (1990), гг. 5-32. (фр.)
- Paresh Chattopadyay, «The Marxian Concept of Capital and the Soviet Experience», Westport: Praeger, 1994. (англ.)
- Tony Cliff, «Stalinist Russia: A Marxist Analysis», M. Kidron, 1955. 273 pp. (англ.)
- Lucien Laurat [Otto Maschl], 1931, «l'économie soviétique. Sa dynamique. Son mécanisme», Paris: Librairie Valois, 1931. (фр.)
- Marcel van der Linden, «Western Marxism and the Soviet Union: A Survey of Critical Theories and Debates Since 1917», Leiden—Boston: Brill, 2007. XII + 380 pp. (англ.)
- Friedrich Pollock, «Die planwirtschaftlichen Versuche in der Sowjetunion», Leipzig: Schriften des Instituts für Sozialforschung an der Universität Frankfurt am Main, 1929. (нем.)
- Friedrich Pollock, «State Capitalism: Its Possibilities and Limitations», in «Studies in Philosophy and Social Science», issue IX (1941), гг. 200—225. (англ.)
- Bruno Rizzi, «Dove va l’URSS?», La Prora, Milano 1937. (итал.)
- Bruno R. [Bruno Rizzi], «La bureaucratisation du monde», Paris: Imprimerie les presses modernes, 1939. (итал.)
- Bruno Rizzi, «La lezione dello stalinismo. Socialismo e collettivismo burocratico», Opere Nueve, Roma 1962. (итал.)
- Bruno Rizzi, «Società asiatica e collettivismo burocratico. Osservazioni a Melotti e a Carlo», in «Terzo Mondo», no.18 (1972), гг. 75-94. (итал.)
- Otto Rühle, «Von der bürgerlichen zur proletarischen Revolution», Dresden: Am Anderen Ufer, 1924. (нем.)
- Max Shachtman, «Is Russia a Workers’ State?», in «New International», issue VI (1940), гг. 195—205. (англ.)
- Max Shachtman, «The Bureaucratic Revolution. The Rise of the Stalinist State, New York: The Donald Press, 1962. (англ.)
- Simone Weil, „Allons-nous vers la révolution prolétarienne?“, in „La Révolution Prolétarienne“, no. 158 (1933), гг. 311—319. (фр.)
- Ryan L. Worrall, „U. S. S. R: Proletarian or State Capitalist?“, in Modern Quarterly», vol. XI, no. 2 (Winter 1939), гг. 5-19. (англ.)

### Восточная Европа
- Милован Джилас Лицо тоталитаризма. — Москва: «Новости», 1992. — 554 с.
- Rudolf Bahro, «Die Hard. Zur Критик des real existierenden Sozialismus», Europäische Verlagsanstalt (EVA), Кельн/Франкфурт 1977, 543 (559) S. (нем.)
- Felipe García Casals (Pavel Campeanu), «Theses on the Syncretic Society», in «Theory and Society», vol. IX, no. 2 (March, 1980), гг. 233—260. (англ.)
- Ferenc Fehér, «The Dictatorship over Needs», in «Telos», issue 35 (Spring 1978), гг. 31-42. (англ.)
- Ferenc Fehér, Agnes Heller and Дьердь Márkus, «Dictatorship over Needs: An Analysis of Soviet Societies», Oxford: Basil Blackwell, 1983. (англ.)
- György Konrád, Ivan Szelényi «The Intellectuals on the Road to Class Power», New York: Harcourt Brace Jovanovich, 1979. (англ.)
- Marc Rakovski [Дьердь Bence and Janos Kis], «Le marxisme devant les sociétés soviétiques», in «Les Temps Modernes», no. 341 (Декабрь, 1974), гг. 553—584. (фр.)
- Marc Rakovski [Дьердь Bence and Janos Kis], «l’union du Capital et de la Science passé et present», in «Les Temps Modernes», no. 355 (January, 1976), гг. 1241—1270. (фр.)
- Marc Rakovski [Дьердь Bence and Janos Kis], «Towards an East European Marxism», Лондон: Allison & Busby, 1978. (англ.)
- Svetozar Stojanović, «The Statist Myth of Socialism», in «Praxis», vol. 3, no. 2 (1967), гг. 176—187. (англ.)
- Svetozar Stojanović. Izmedju ideala i stvarnosti. Beograde: Prosveta, 1969, 223 str. (сербохорв.)
- Paul M. Sweezy, «The Invasion of Czechoslovakia: Czechoslovakia, Capitalism and Socialism», in «Monthly Review», vol. 20, no. 5 (October, 1968), гг. 5-16. (англ.)

### КНР
- Samir Amin, «Expansion or Crisis of Capitalism? (Are the U. S. S. R. and China Capitalist?)», in Contemporary Marxism", issue 9 (1984), гг. 3-17. (англ.)
- Peter Cheng, «Marxism and Capitalism in the People’s Republic of China», Lanham: University Press of America, 1988, 76 pp. (англ.)
- Michel Chossudovsky, «Towards Capitalist Restoration? Chinese after Socialism Mao», Basingstoke, 1986, 266 pp. (англ.)
- Andy Ford, «China — capitalist or not?», in «Socialism Today», Issue 131 (September, 2009). (англ.)
- Fred Halliday, «Marxist Analysis and Post-Revolutionary China», in New Left Review, issue 100, 1976—1977. (англ.)
- Lynn Walsh, «china’s hybrid economy», in «Socialism Today», Issue 122 (Октябрь, 2008). (англ.)